# Década de 970
Séculos: Século IX - Século X - Século XI
Décadas: 940 950 960 - 970 - 980 990 1000
Anos: 970 - 971 - 972 - 973 - 974 - 975 - 976 - 977 - 978 - 979